# الإدارة الشمال شرقية (هايتي)
الإدارة الشمال شرقية هي إدارة من الإدارات العشر في هايتي يبلغ عدد سكانها 393967 نسمة وذلك حسب إحصائيات سنة 2015. تبلغ مساحتها 1622.93 كم².